# Soupçons (mini-série, 2004)
Pour les articles homonymes, voir Soupçon.
Soupçons est une mini-série documentaire de Jean-Xavier de Lestrade. Diffusée sur Canal+, la série a eu un tel succès qu'elle a fait l'objet de deux épisodes supplémentaires en 2012 (sous le titre Soupçons : La Dernière Chance) et de trois épisodes supplémentaires sur Netflix en 2018. Elle a également été adaptée par HBO aux États-Unis en série télévisée de fiction, sous le titre The Staircase (qui est également le titre de la mini-série documentaire en anglais).

## Synopsis
Michael Peterson, un romancier policier, est accusé d'avoir battu à mort sa femme Kathleen, retrouvée morte en bas d'un escalier.

## Distinctions
La série a obtenu l'IDA Award de la meilleure mini-série documentaire en 2005 et un Peabody Award en 2006.